# Petites cités de caractère
Petites Cités de Caractère (Pequeñas Ciudades de Carácter) es una marca creada en Bretaña en 1976 por Jean-Bernard Vighetti. Posteriormente se ha ido extendiendo a otras regiones de Francia con el objetivo de intentar poner en valor la autenticidad y la diversidad del patrimonio de pequeñas localidades (menos de 6000 habitantes) dotadas de un conjunto arquitectónico coherente y de calidad.

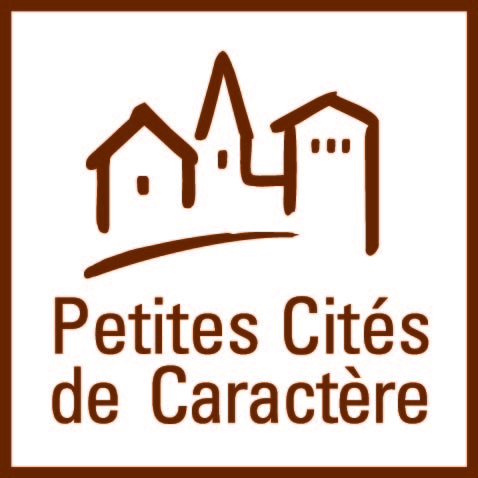
Logotipo de las Petites Cités de Caractère.

El proyecto de Petites Cités de Caractère es el de acompañar a los ayuntamientos que deseen conciliar sus proyectos de desarrollo y la gestión de su legado histórico-artístico, y valorizar a estas localidades frente al público.

## La carta nacional de las "Petites Cités de Caractère"
Para acceder a la red es necesario:
- Constituir una ciudad o pueblo de menos de 6000 habitantes.
- La localidad debe contar con diversas declaraciones administrativas y planes municipales que protejan su patrimonio.
- Poseer un denso conjunto urbano, ostentar un patrimonio arquitectónico de calidad y homogéneo, y ejercer o haber ejercido históricamente funciones urbanas sobre la base de una actividad presente o pasada fuertemente identitaria.
- La localidad debe tener un programa plurianual de rehabilitación y de puesta en valor de su patrimonio.

## Listado de localidades por regiones

### Auvernia
Departamento de Cantal
- Laroquebrou
- Marcolès
- Montsalvy

### Bretaña
Departamento de Côtes d'Armor
- Jugon-les-Lacs
- La Roche-Derrien
- Léhon
- Moncontour
- Quintin
- Pontrieux
- Tréguier
- Châtelaudren
- Guingamp

Departamento de Finistère
- Guerlesquin
- Le Faou
- Locronan
- Pont-Croix
- Roscoff

Departamento de Ille-et-Vilaine
- Bazouges-la-Pérouse
- Bécherel
- Combourg
- Châteaugiron
- Dol-de-Bretagne
- Montfort-sur-Meu
- La Guerche-de-Bretagne

Departamento de Morbihan
- Guémené-sur-Scorff
- Josselin
- La Roche-Bernard
- Malestroit
- Rochefort-en-Terre
- Port-Louis

### Champaña-Ardenas
Departamento de Ardennes
- Rocroi

Departamento de Aube
- Bar-sur-Seine
- Ervy-le-Châtel
- Essoyes
- Les Riceys
- Mussy-sur-Seine

Departamento de Marne
- Cormicy
- Sainte-Menehould

Departamento de Haute-Marne
- Bourmont
- Châteauvillain
- Joinville
- Vignory

### Normandía
Departamento de Calvados
- Touques

Departamento de Manche
- Briquebec
- Saint-Pair-sur-Mer

Departamento de Orne
- La Perrière
- Saint Céneri le Gérei

### Países del Loira
Departamento de Loire-Atlantique
- Batz-sur-Mer
- Le Croisic
- Piriac-sur-Mer

Departamento de Maine-et-Loire
- Aubigné-sur-Layon
- Baugé
- Béhuard
- Blaison-Gohier
- Chênehutte-Trèves-Cunault
- Denée
- Le Coudray-Macouard
- Le Puy-Notre-Dame
- Le Thoureil
- Montreuil-Bellay
- Montsoreau
- Saint-Florent-le-Vieil
- Savennières
- Turquant

Departamento de Mayenne
- Chailland
- Lassay-les-Châteaux
- Parné-sur-Roc
- Saint-Denis-d'Anjou
- Saint-Pierre-sur-Erve
- Sainte-Suzanne
- Saulges

Departamento de Sarthe
- Asnières-sur-Vègre
- Brûlon
- Fresnay-sur-Sarthe
- Le Grand-Lucé
- Luché-Pringé
- Montmirail
- Parcé-sur-Sarthe
- Saint-Calais
- Vivoin

Departamento de Vandea
- Apremont
- Faymoreau
- Foussais-Payré
- Mallièvre
- Mouchamps
- Nieul-sur-l'Autise
- Vouvant

### Poitou-Charentes
Departamento de Deux-Sèvres
- Melle
- Saint-Loup-Lamairé
- Celles-sur-Belle
- La Mothe-Saint-Héray
- Coulon
- Mauléon
- Airvault
- Arçais
- Oiron

Departamento de Charente
- Aubeterre-sur-Dronne
- Bourg-Charente
- Nanteuil-en-Vallée
- Tusson
- Verteuil-sur-Charente
- Villebois-Lavalette

Departamento de Charente-Maritime
- Saint-Sauvant
- Saint-Savinien

Departamento de Vienne
- Monts-sur-Guesnes

- Datos: Q3377466